# Civrac-de-Blaye
Civrac-de-Blaye é uma comuna francesa na região administrativa da Nova Aquitânia, no departamento da Gironda. Estende-se por uma área de 13,11 km². Em 2010 a comuna tinha 882 habitantes (densidade: 67,3 hab./km²).